# Poemenia thoracica
Poemenia thoracica là một loài tò vò trong họ Ichneumonidae.